# Hypotyreos
Hypotyreos eller hypotyreoidism innebär att ämnesomsättningen i kroppens celler av någon anledning är kliniskt låg. Detta beror vanligen på att sköldkörteln av någon anledning producerar för lite sköldkörtelhormoner. I andra fall kan det bero på att sköldkörteln helt eller delvis opererats bort (tyreoidektomi). Ämnesomsättningen påverkar kroppen på cellnivå, varför sjukdomen brukar sägas vara systemisk (att den drabbar många eller alla av kroppens grundläggande funktioner). Symptomen är därför ofta diffusa och härrör ofta från flera organ. Motsatsen till hypotyreos är hypertyreos (giftstruma), vilket innebär överproduktion av sköldkörtelhormoner. Struma innebär förstorad sköldkörtel och behöver inte leda till några symptom.
Behandlingen går ut på att ersätta eller komplettera den naturliga hormonproduktionen med läkemedel och pågår vanligen hela livet (undantaget övergående tillstånd). Obehandlad hypotyreos kan bli livshotande (se Komplikationer). Eftersom man inte klarar sig utan sköldkörtelhormon är behandlingen livsnödvändig för de som av någon anledning fått sköldkörteln bortopererad helt. Finns någon del kvar är det dock i vissa fall möjligt för denna att helt eller delvis kompensera för förlusten.

## Orsaker
Diagnosens namn, hypotyreos, anger att personen antingen har en underaktiv sköldkörtel eller saknar den helt (vanligen efter kirurgi). Följden blir att kroppen bildar för lite av hormonet tyroxin (T4), och ofta också trijodtyronin (T3), utan sköldkörtel bildas varken T4 eller T3. En direkt konsekvens av detta är att ämnesomsättningen i cellerna blir för låg.
En vanlig orsak till hypotyreos är Hashimotos sjukdom som är en kronisk autoimmun tyreoidit. Vid detta tillstånd bildar kroppen autoantikroppar mot den egna sköldkörteln, som om den vore främmande vävnad. Autoimmuna tillstånd har koppling mellan varandra och kan ha en ärftlig komponent. Hypotyreos kan uppkomma av andra tyreoiditer (inflammationer i sköldkörteln). I ovanliga fall beror hypotyreos på fel i hypofysen, som bildar det hormonfrisättande hormonet TSH.
En annan vanlig orsak är att hypotyreos uppkommer som effekt av en sjukdomsbehandling, till exempel efter att sköldkörteln har opererats bort (i syfte att bota hypertyreos eller cancer) och/eller efter behandling med radioaktivt jod mot hypertyreos eller cancer. Vissa läkemedel kan sänka ämnesomsättningen så att den blir för låg, till exempel litium. Vid jodbrist finns inte tillräckligt material för att bilda sköldkörtelhormoner. Hypotyreos kan uppkomma efter kraftiga fysiologiska rubbningar som graviditet (postpartum-tyroidit) och virussjukdomar. Tillståndet kan också vara medfött (medfödd hypotyreos). Kongenitalt jodbristsyndrom (förr kallat kretinism) är en allvarlig typ av hypotyreos som uppstår redan under den tidigaste perioden i livet. 
Referensvärdena för sköldkörtelns hormoner baseras på normalfördelning, och vid utredning av någons ämnesomsättning måste detta tas i beaktande. Somliga ligger på gränsen till att definieras som hypotyroida, och har något som kallas subklinisk hypotyreos. Det är framför allt nivån av frisättningshormonet TSH som bestämmer huruvida tillståndet är subkliniskt, för vid tillståndet har personen som regel någorlunda normala nivåer ämnesomsättningshormon. Vissa personer med subklinisk hypotyreos lider av symptom på sjukdomen, andra inte.

## Incidens och riskfaktorer
Risken att drabbas av hypotyreos är störst för medelålders eller äldre kvinnor. Dock kan alla drabbas, oavsett ålder och kön. Det är vanligast att insjukna någon månad efter graviditet eller efter 45 års ålder.
Andelen insjuknade för vuxna är ett par procent, och risken ökar med stigande ålder, i synnerhet efter klimakteriet för kvinnor. Av alla konstaterade fall går det en man på 5-10 kvinnor. Ett barn per 3500 drabbas av medfödd hypotyreos.

## Symptom

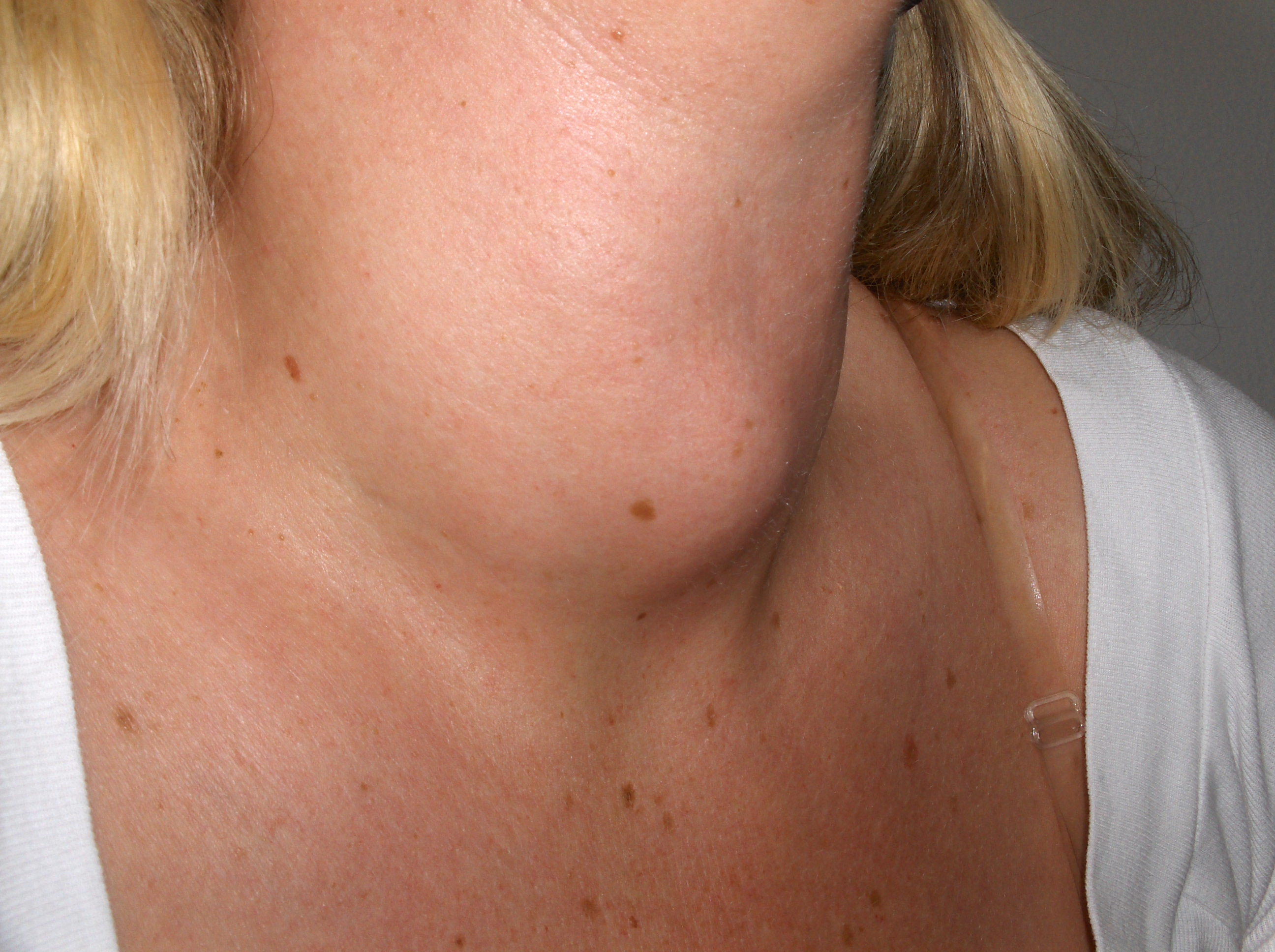
Struma betyder att sköldkörteln sväller upp och syns som en bulle på halsens nedre del. Struma kan både vara ett symptom på hypotyreos och på dess motsats, giftstruma. Men vid vissa former hypotyreos blir sköldkörteln i stället tillbakabildad.

Hypotyreos är en systemisk sjukdom eftersom ämnesomsättningen verkar i kroppens alla celler och organ. Sjukdomen är sällan påtaglig vid låggradig hypotyreos, men blir mera uttalad vid svåra fall. Ett vanligt tecken är oförklarlig viktökning som inte beror på förändrad kosthållning, eller mindre träning eller "vardagsmotion". Sådan viktökning uppkommer ofta så långsamt att personen inte tänker på det. Allmän trötthet, nedstämdhet, sämre minne, och mental eller intellektuell tröghet är andra vanliga tecken som uppkommer tidigt, men som ofta förväxlas med normala åldersförändringar (eftersom sjukdomen oftast uppstår under äldre år). Frusenhet är ett vanligt symptom.
Musklerna kan värka, personen kan känna sig stel och ha ledsmärtor. Kroppsfunktionerna blir långsammare, vilket eventuellt kan ge hypotermi, ger låg puls (se bradykardi), och personen kan bli hård i magen. Kvinnor kan få längre och rikligare menstruation, samt få svårare att bli gravida. Män kan drabbas av infertilitet. Huden blir torr, naglarna sköra och håret tunnare.
Den mentala påverkan innefattar inte bara tankeförmågan. Tillståndet ger ofta affektiva symptom i form av att personen gråter lättare och har svårare att uppleva glädje. Sänkt libido förekommer hos somliga. Om hypotyreosen inte upptäcks och förvärras blir symptomen kraftigare. Huden kan förtjockas, talet uppfattas som långsamt, och ögonbrynen bli kortare i sidled, i synnerhet ut mot tinningarna (madarosis). Rösten kan också bli grov och hes. Om jodbrist orsakar tillståndet har personen struma, förstorad sköldkörtel som ser ut som en bulle längst ner på halsen och på sidan eller sidorna. Även vid Hashimotos sjukdom förekommer struma, men det kan också ge en förminskning av sköldkörteln. Munproblem och tandsjukdomar vid hypotyreos innefattar försenad tandväxling hos barn, förstorad tunga (makroglossi), förändrad smakupplevelse (dysgeusi), tunn emalj, och underutvecklad käke (mikrognatism).

### Hypotyreos hos barn
Nyfödda kan ha hypotyreos till exempel när de föds helt utan, eller med dåligt fungerande, sköldkörtel. Hypotyreos kan dessutom sedan utvecklas under barndomen precis som hos vuxna. Medfödd hypotyreos kan ge sig till känna som gulsot.
Barn med hypotyreos har sämre längdtillväxt och är sena i utvecklingen, såväl puberteten som intellektuellt.  Utvecklingen av permanenta tänder är försenad. Hos riktigt små barn kan huden och ögonvitororna anta en gulaktig ton (på grund av hyperbilirubinemi), barnet kan ha kvävningskänslor, förstorad tunga, och puffigt ansikte.
Subklinisk hypotyreos är ett förhållandevis vanligt tillstånd hos barn. Ofta går tillståndet över utan behandling, och det ger sällan påverkan på pubertetstart eller längdtillväxt. Kortvuxna barn med subklinisk hypotyreos som behandlas får ofta en tillväxtspurt, men deras kognitiva förmågor påverkas sällan av behandling. Därför brukar man avvakta med behandling, trots att tillståndet är vanligt. Behandling sätts bara in om tillståndet antas förvärra ett annat medicinskt problem.

### Myxödem

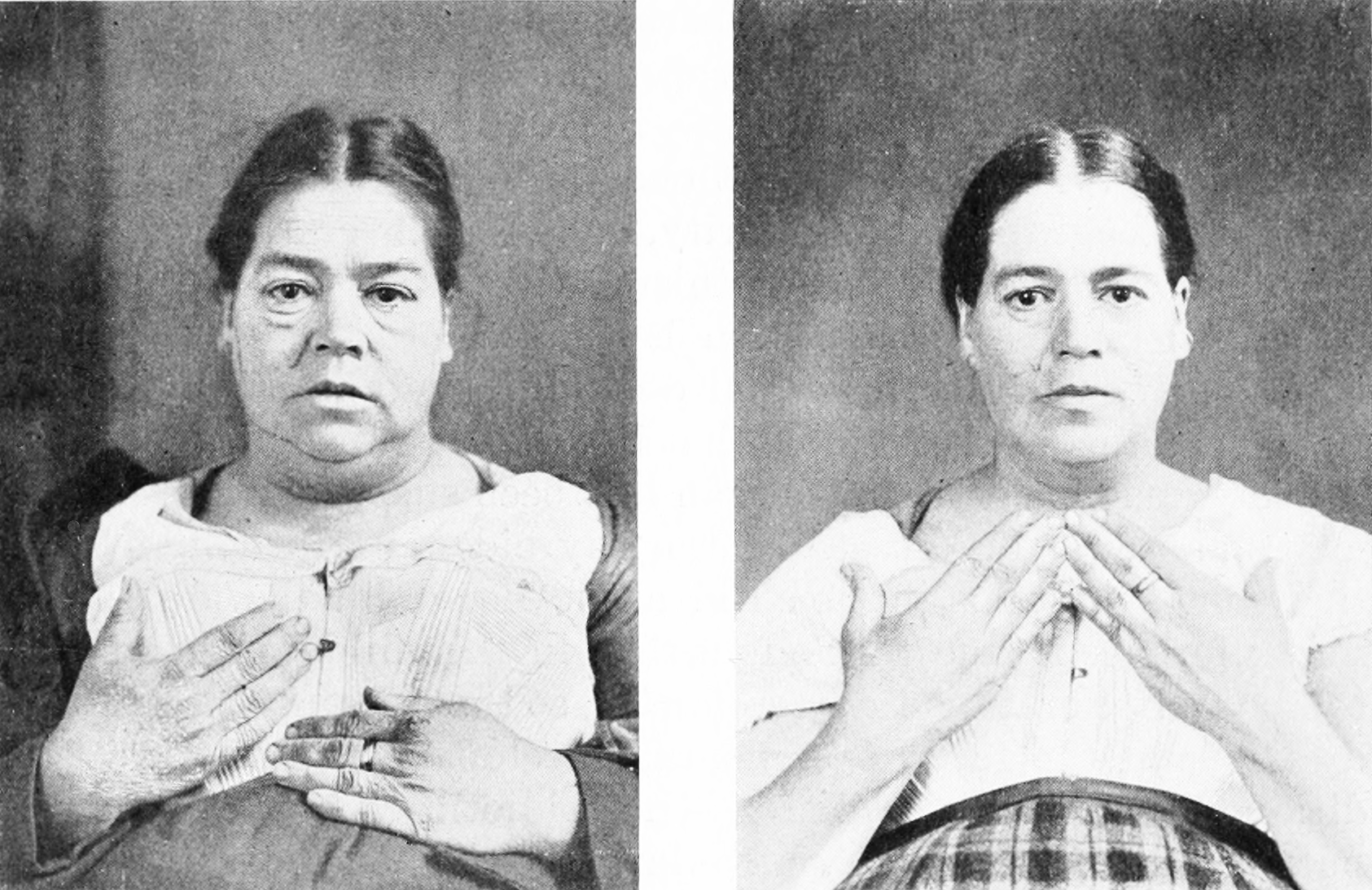
Allvarlig eller långvarig hypotyreos kan yttra sig i myxödem, som innebär att huden sväller upp, i synnerhet i ansiktet och händerna. Till vänster ovan en bild på en kvinna med myxödem, och till höger samma kvinna efter att behandling för hypotyreos satts in.

Myxödem är symptom på obehandlad hypotyreos och är numera ovanligt. Innan kopplingen mellan myxödem och hypotyreos fastställdes, användes begreppet som om en separat sjukdom. Namnet kommer från grekiskans myfxa, vilket betyder "slem".
Myxödem yttrar sig genom hudförändringar, då det ansamlas en homogen-gelatinös, mucinhaltig massa mellan fibrillerna i hudens bindvävnad. Detta leder till att huden blir svullen, spänd och fast (ödem). Hudförändringarna uppträder huvudsakligen i ansiktet, samt på halsen men det är också vanligt att överarmarna och anklarna drabbas. Den myxödematösa svullnaden kan därifrån sprida sig till bålen och extremiteterna, och starkt påverka händer och fötter. Även inre delar, till exempel slemhinnorna i munhåla och luftstrupe, kan påverkas. Detta kan jämföras med pretibialt myxödem som sporadiskt uppkommer vid giftstruma.
I samband med myxödem uppträder ofta förändringar i svett- och talgkörtelproduktionen, så att denna avtar eller helt avstannar.

### Komplikationer
Om en person med obehandlad hypotyreos utsätts för svår fysisk stress, till exempel köld, infektioner, kirurgi, kan personen få så kallad myxödemkoma. Detta är ett akut tillstånd med bradykardi, lågt blodtryck, minskad andningsfrekvens, för låg kroppstemperatur, att personen inte är kontaktbar, respiratorisk acidos, medicinsk chock, och cirkulationsproblem. Myxödemkoma kan ge delirium eller organisk psykos. Diagnosen ställs vanligast när en medicinerad person slutar ta medicinen.
Personer med hypotyreos kan drabbas av hjärtsvikt och höga nivåer av kolesterolet LDL. Hyponatremi förekommer vid hypotyreos, i synnerhet vid svåra fall som vid myxödem, och höga nivåer TSH sammanfaller med andra elektrolytrubbningar som höga nivåer fosfat, förhöjt kalcium och hypokalemi, dock utan att sammanfallet är absolut (relationen kan vara omvänd eller saknas). Sambandet blir tydligare vid svår hypotyreos. Hyperurikemi, som är en markör för bland annat gikt, är förhållandevis vanligt, och uppkommer för att njurarna fungerar långsammare. Dock kan personer mera anekdotiskt också utveckla motsatsen, hypourikemi.

### Samsjuklighet
Autoimmuna sjukdomar ökar risken för andra autoimmuna sjukdomar.
Hypotyreos innebär att kroppen fungerar långsammare. Detta gäller också hormonkörtlarnas aktivitet, dock beror hormonnivåer också på olika feedbackmekanismer mellan hormoner. Det är vanligare med metabolt syndrom, och därmed förhöjd kardiovaskulär risk, att mindre mängd kortisol bildas och halveringstiden ökar, nivåerna aldosteron och renin minskar. Sköldkörteln har receptorer för östrogen, och samverkan mellan östradiol och sköldkörtelhormoner är mångfaldiga. Hypotyreos kan troligen störa östrogencykeln under menstruationscykeln och möjligen oogenesen hos kvinnor, i så fall möjligen genom minskad sekretion av luteiniserande hormon. Galaktorré förekommer, som resultat av högre nivåer prolaktin och prolaktinet sänker nivåerna av gonadotropinfrisättande hormon (jämför hypogonadotropism). Produktionen av östrogen minskar och frekvensen anovulation ökar. Män med hypotyreos kan få testosteronbrist, medan clearance-nivåerna av testosteron i plasma för båda könen ökar med en ökad omvandling till androstenedion.

## Utredning

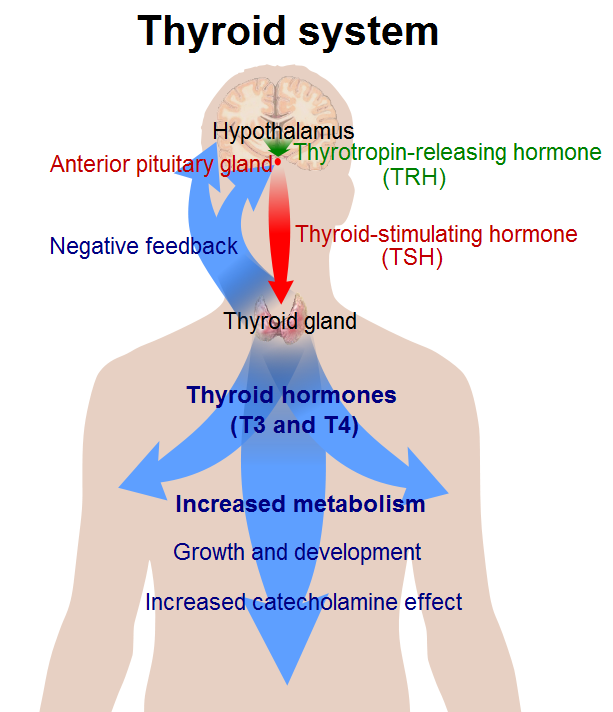
Ämnesomsättningen styrs av flera hormoner som ha ett homeostatiskt förhållande till varandra, varmed de påverkar varandras utsöndring och nivåer. Sköldkörtelns hormoner T4 och T3 utsöndras med negativ feedback på hypofyshormonet TSH, som i sin tur reagerar på nivåerna T4 och T3 samt på hormonet TRH. TRH och TSH verkar bara genom frisättning av hormoner. T4 och T3 verkar däremot i kroppen.

Förhöjt TSH i kombination med lågt fritt T4 ses vid primär hypotyreos. Subklinisk hypotyreos visat förhöjt TSH men normala värden av T4. Samma bilder kan uppkomma till följd av sjukdomar som bara tillfälligt och indirekt påverkar ämnesomsättningen, euthyroid-sick syndromes, så om blodprov en gång visar typiska tecken på hypotyreos måste blodprovet göras om innan diagnosen ställs. Vid autoimmunitet (Hashimotos sjukdom) finns autoantikroppar i blodet.

## Behandling
Den som har hypotyreos får vanligen livslång hormonbehandling med syntetiskt sköldkörtelhormon (levotyroxin, T4). Vid hypotyreos som följd av fullständig förlust av sköldkörteln är behandlingen alltid livslång. Behandlingen ges vanligen i form av tabletter.
Den äldre typen av behandling med hormon framställt från svin (NDT) förekommer ännu, i Sverige dock endast på licens och i liten skala. NDT försvann nästan helt från marknaden när syntetiskt T4 godkändes i Sverige. Syntetiskt T3, som har kort halveringstid, togs fram för att tillfälligt underlätta behandling vid sköldkörtelcancer. Amerikanska riktlinjer från 2012 och 2014 avråder från kombinationsbehandling med T3 (Liotyronin), inklusive NDT, på grund av brist på evidens. Säkerhetsdata för NDT saknas. Hormonnivåerna i kroppen blir mer förutsägbara med syntetiskt T4-hormon.
Efter det att medicin satts in kan symptomen finnas kvar, eftersom hypotyreos fortfarande kan vara verksam i vävnaderna, oavsett hur mycket hormoner som cirkulerar i blodet. Vissa personer får därför medicin i så hög dos att blodprov visar att de har mild hypertyreos, vilket dock ökar risken för bland annat osteoporos och förmaksflimmer.